# إدوين سانشيز (دراج)
إدوين سانشيز (بالإسبانية: Edwin Sánchez)‏ هو دراج كولومبي، ولد في 20 يوليو 1983 في Caparrapí ‏ في كولومبيا.

## وصلات خارجية
- ادوين سانشيز على موقع أرشيف الدراجات (الإنجليزية)
- ادوين سانشيز على موقع إحصائيات الدراجات الإحترافية (الإنجليزية)
- ادوين سانشيز على موقع نسبة الدراجات (الإنجليزية)